# 維拉拉維拉島

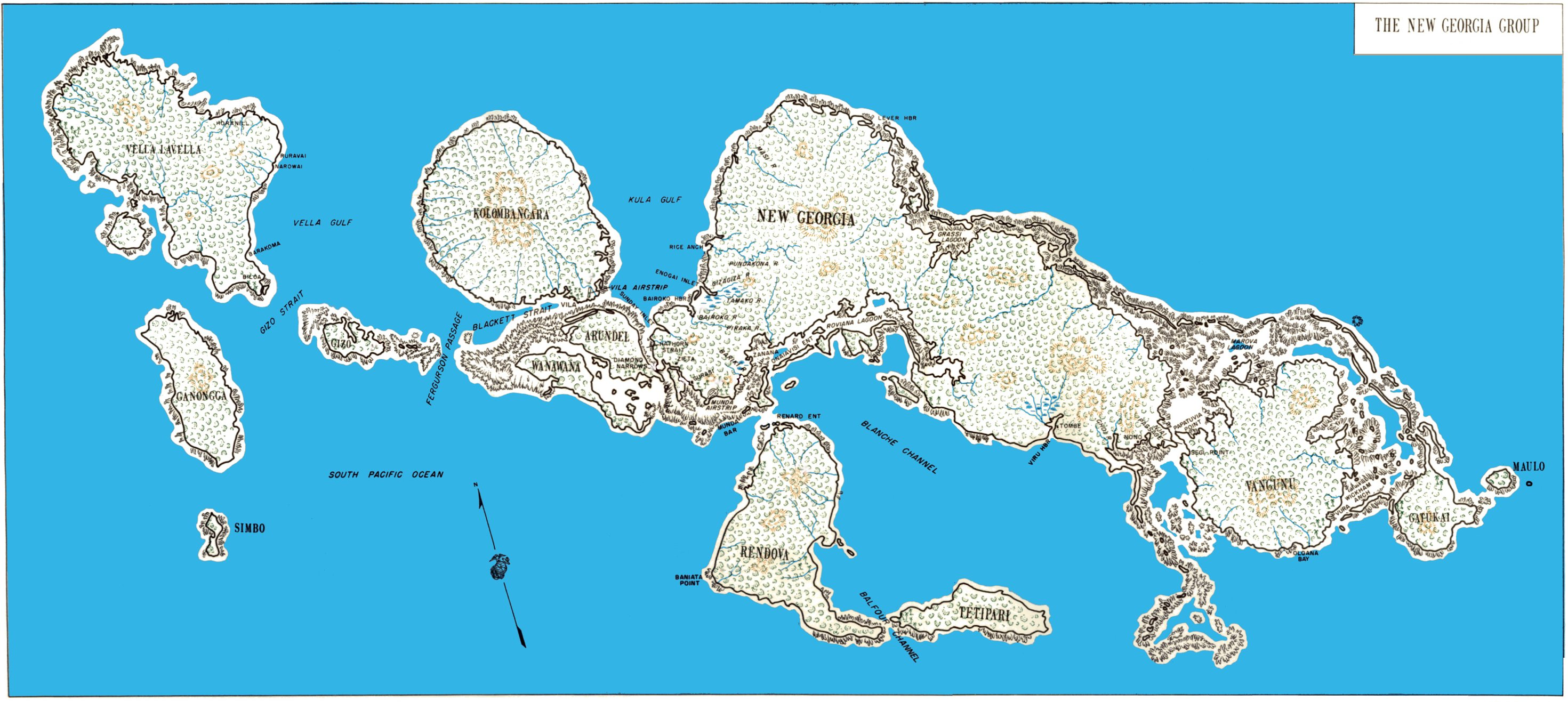
新喬治亞群島。左上是維拉拉維拉島。右方為科倫班加拉島與之間的維拉灣。右側的大島為新喬治亞島。

維拉拉維拉島（Vella Lavella）是索羅門群島西部省新喬治亞群島內的一個島嶼。位於新喬治亞島西邊，維拉拉維拉島以西是寶藏群島（Treasury Islands）。
此島的周邊海域於第二次世界大戰時，發生維拉拉維拉海戰。